# Brasília Vôlei Esporte Clube 2020-2021
Questa voce raccoglie le informazioni riguardanti il Brasília Vôlei Esporte Clube nella stagione 2020-2021.

## Stagione
Il Brasília Vôlei Esporte Clube disputa la stagione 2020-21 col nome sponsorizzato Brasília Vôlei.
Torna a disputare la Superliga Série A, classificandosi all'ottavo posto al termine della regular season: ai play-off scudetto viene però eliminato ai quarti di finale dal Minas, chiudendo con un ottavo posto complessivo. 
Partecipa come ospite al Campionato Mineiro, piazzandosi al terzo posto.

## Organigramma societario
Area direttiva
- Presidente: James Figueiredo Rocha

Area tecnica
- Allenatore: Rogério Portela
- Secondo allenatore: Fernando dos Santos, Pedro Alcântara
- Scoutman: 	Aguinaldo Santos
- Preparatore atletico: 	Felipe Uchôa

Area sanitaria
- Fisioterapista: Wagner Andrade

## Rosa
| N° | Nome                  | Ruolo | Data di nascita   | Nazionalità sportiva |
| -- | --------------------- | ----- | ----------------- | -------------------- |
| 1  | Viviane de Góes       | C     | 20 febbraio 1987  | Brasile              |
| 3  | Alessandra dos Santos | S     | 13 aprile 1988    | Brasile              |
| 5  | Vivian Lima           | P     | 14 ottobre 1999   | Brasile              |
| 6  | Aline da Silva        | C     | 24 gennaio 1986   | Brasile              |
| 7  | Letícia de Lima       | P     | 25 settembre 1997 | Brasile              |
| 8  | Juliana Carrijo       | P     | 25 febbraio 1992  | Brasile              |
| 9  | Edna Schindwein       | C     | 19 settembre 1983 | Brasile              |
| 10 | Vitória Figueiredo    | L     | 19 maggio 1995    | Brasile              |
| 11 | Geovana Freitas       | C     | 20 maggio 2000    | Brasile              |
| 12 | Paula Mohr            | S     | 23 aprile 1994    | Brasile              |
| 13 | Ariane Teixeira       | O     | 27 gennaio 1996   | Brasile              |
| 14 | Sara da Silva         | O     | 29 aprile 1994    | Brasile              |
| 16 | Ingrid Felix          | S     | 16 novembre 1988  | Brasile              |
| 17 | Isabela Paquiardi     | S     | 4 marzo 1992      | Brasile              |
| 18 | Silvana Papini        | S     | 10 gennaio 1988   | Brasile              |

## Statistiche

### Statistiche di squadra
| Competizione      | Punti | In casa | In casa | In casa | In trasferta | In trasferta | In trasferta | Totale | Totale | Totale |
| Competizione      | Punti | G       | V       | P       | G            | V            | P            | G      | V      | P      |
| ----------------- | ----- | ------- | ------- | ------- | ------------ | ------------ | ------------ | ------ | ------ | ------ |
| Superliga Série A | 24    | 12      | 3       | 9       | 12           | 5            | 7            | 24     | 8      | 16     |
| Totale            | -     | 12      | 3       | 9       | 12           | 5            | 7            | 24     | 8      | 16     |

### Statistiche dei giocatori
| Giocatrice    | Superliga Série A | Superliga Série A | Superliga Série A | Superliga Série A | Superliga Série A | Totale | Totale | Totale | Totale | Totale |
| Giocatrice    | P                 | PT                | AV                | MV                | BV                | P      | PT     | AV     | MV     | BV     |
| ------------- | ----------------- | ----------------- | ----------------- | ----------------- | ----------------- | ------ | ------ | ------ | ------ | ------ |
| J. Carrijo    | 22                | 34                | 6                 | 12                | 16                | 22     | 34     | 6      | 12     | 16     |
| A. da Silva   | 23                | 174               | 111               | 46                | 17                | 23     | 174    | 111    | 46     | 17     |
| V. de Góes    | 6                 | 9                 | 7                 | 2                 | 0                 | 6      | 9      | 7      | 2      | 0      |
| S. da Silva   | 9                 | 24                | 21                | 3                 | 0                 | 9      | 24     | 21     | 3      |        |
| L. de Lima    | 14                | 5                 | 2                 | 2                 | 1                 | 14     | 5      | 2      | 2      | 1      |
| A. dos Santos | 20                | 178               | 159               | 11                | 8                 | 20     | 178    | 159    | 11     | 8      |
| I. Felix      | 12                | 82                | 68                | 11                | 3                 | 12     | 82     | 68     | 11     | 3      |
| V. Figueiredo | 24                | 1                 | 1                 | 0                 | 0                 | 24     | 1      | 1      | 0      | 0      |
| G. Freitas    | 9                 | 13                | 5                 | 7                 | 1                 | 9      | 13     | 5      | 7      | 1      |
| V. Lima       | 14                | 1                 | 1                 | 0                 | 0                 | 14     | 1      | 1      | 0      | 0      |
| P. Mohr       | 22                | 131               | 108               | 14                | 9                 | 22     | 131    | 108    | 14     | 9      |
| S. Papini     | 16                | 0                 | 0                 | 0                 | 0                 | 16     | 0      | 0      | 0      | 0      |
| I. Paquiardi  | 24                | 127               | 114               | 5                 | 8                 | 24     | 127    | 114    | 5      | 8      |
| E. Schindwein | 19                | 159               | 112               | 45                | 2                 | 19     | 159    | 112    | 45     | 2      |
| A. Teixeira   | 24                | 380               | 316               | 41                | 23                | 24     | 380    | 316    | 41     | 23     |

P = presenze; PT = punti totali; AV = attacchi vincenti; MV = muri vincenti; BV = battute vincenti